# 菊薯
菊薯（学名：Smallanthus sonchifolius）又名雪蓮薯或雪蓮果，在中国四川被称作“万根苕”，是一種菊科多年生草本植物，原產於南美洲的安地斯山脈。安地斯山脈的居民栽種這種植物做為根莖類蔬菜食用，菊薯的塊根含有豐富的水份與果寡糖，嘗起來既甜又脆，也可以當做水果食用。在台灣的市場裡，商販以「地下水果」或「天山雪蓮」的名稱，來販賣菊薯的塊根，實際上，菊薯和雪蓮花是兩種不同的植物。

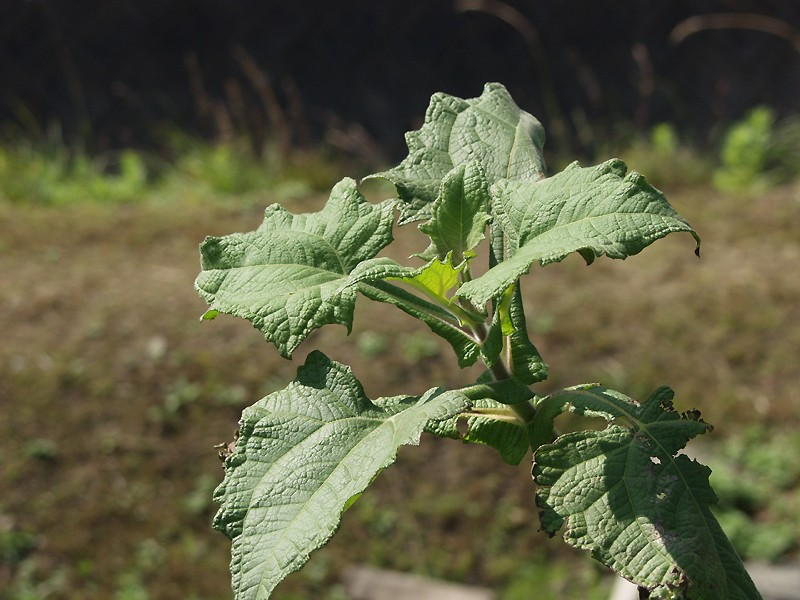
叶

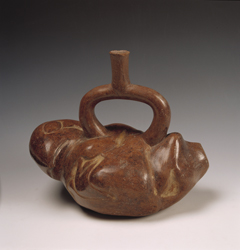
莫切（Moche）文化中的菊薯

雖然有時候會將豆科的豆薯和同是菊科的菊芋（洋薑）誤認為是菊薯，不過它們的塊根莖的形狀完全不同，豆薯的塊根為扁球形，形狀似洋蔥，菊芋的塊莖短圓桶形，形狀似芋頭，而菊薯的塊根為長圓柱形，形狀比較像蘿蔔。菊薯生根部有两种形态的膨大物，一为用于繁殖的种薯（即块茎），其生長在接近地表的位置下，頂端會形成新的生長點，明年的枝葉會由這個生長點長出，形狀和菊芋的塊莖很像；二为儲藏根可以生長的比較大且長，可以食用，儲藏根中含有菊糖，菊糖是一種很難消化的醣類，這意味着菊薯的根吃起來雖然很甜，可是它所含的卡路里卻是非常低。
菊薯的植株可以生長至二公尺以上，在生長季結束前，會開出小型，黃色的花。安地斯山脈地區栽培的根莖類蔬菜（例如：塊莖落葵、塊莖酢漿草）通常會受光周期的影響，可是菊薯對於光周期並不敏感，所以可以在熱帶地區做商業生產。

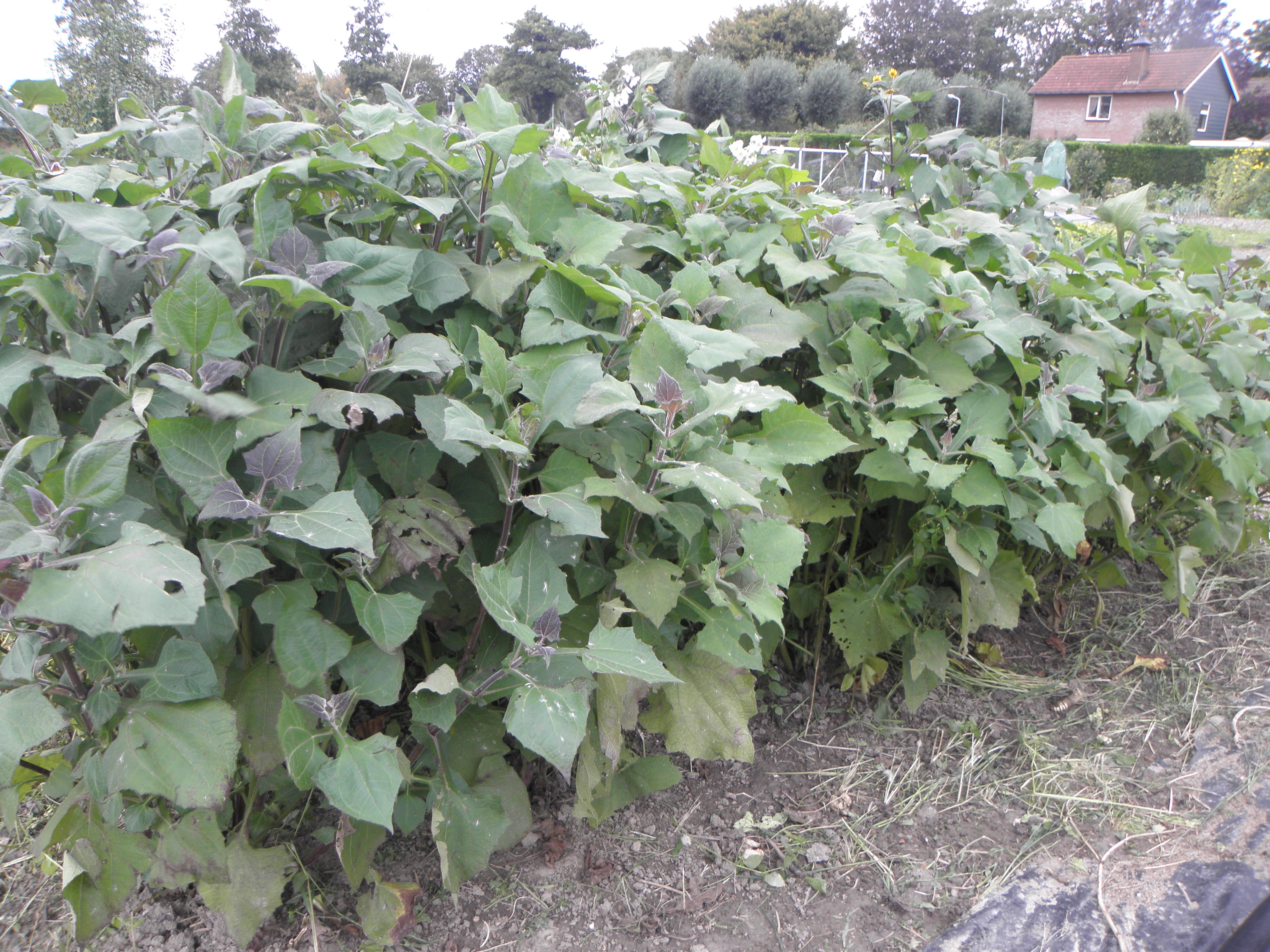
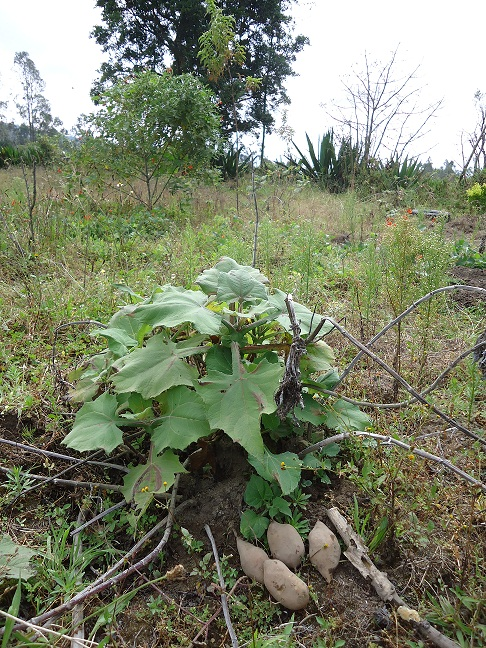
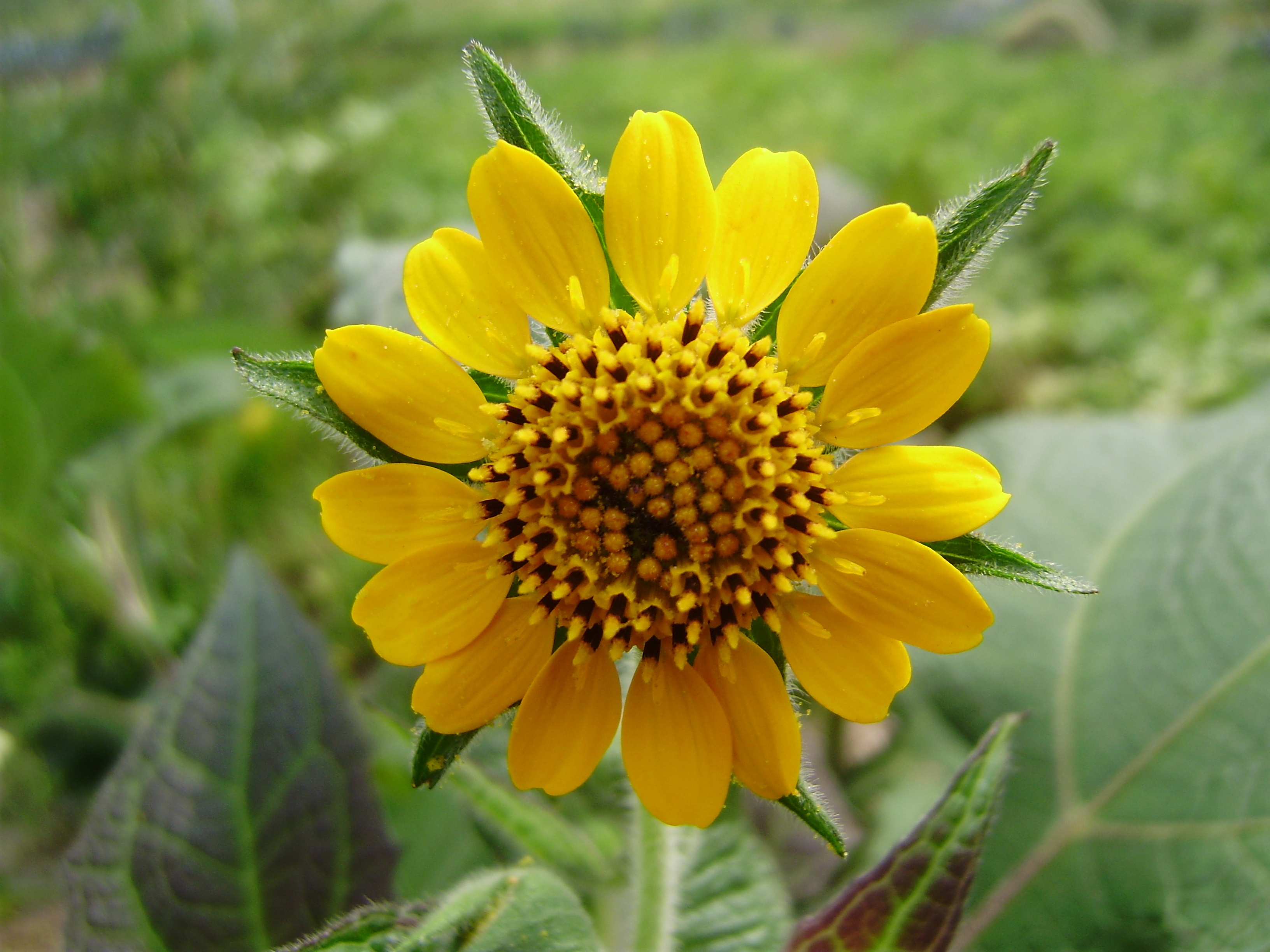
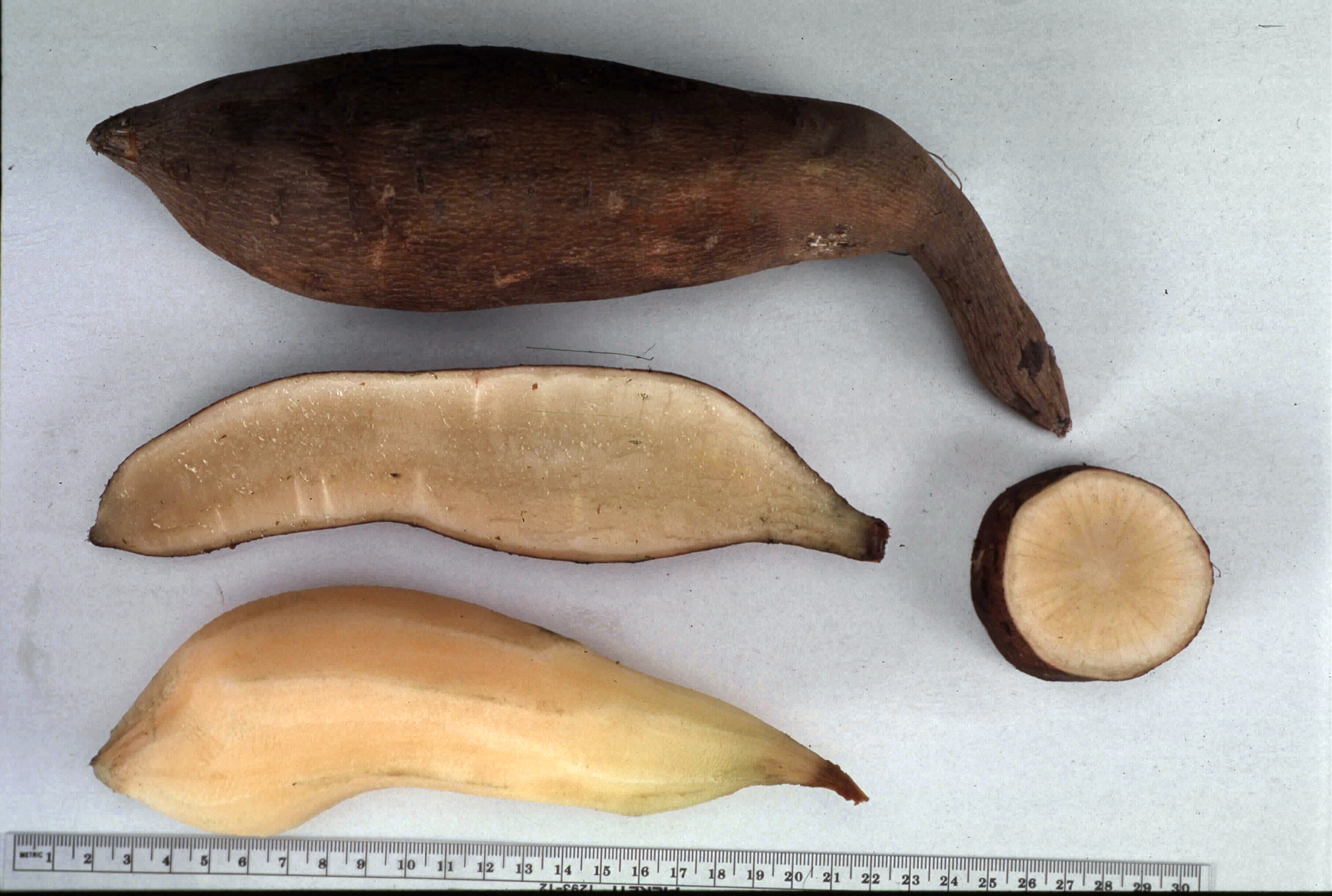